# Namaquadectes irroratus
Namaquadectes irroratus är en insektsart som först beskrevs av Louis Albert Péringuey 1916.  Namaquadectes irroratus ingår i släktet Namaquadectes och familjen vårtbitare. Inga underarter finns listade i Catalogue of Life.